# سیارک ۱۱۷۵
سیارک ۱۱۷۵ (به انگلیسی: 1175 Margo، نامگذاری:1930UD) هزار و صد و هفتاد و پنجمین سیارک کشف شده‌است که در ۱۷ اکتبر ۱۹۳۰ و در هایدلبرگ کشف شد.
قدر مطلق سیارک برابر ۱۰٫۲۰ است.